# Medaglia del lavoro (Monaco)
La medaglia del lavoro (in francese: medaille du travail) è un'onorificenza del Principato di Monaco.

## Storia
La medaglia venne istituita dal principe Luigi II di Monaco con decreto principesco del 6 dicembre 1924, per quanto sulla medaglia venga riportata la data del 17 gennaio 1923 che in realtà corrisponde all'ascesa al trono del principe Luigi II.

## Assegnazione
Ai cittadini monegaschi distintisi nel mondo del lavoro.

## Insegne
- La medaglia è composta da un disco circolare di bronzo, sostenuto al nastro tramite un anello del medesimo materiale. Sul fronte della medaglia si trova raffigurato il volto del principe Luigi II di Monaco rivolto verso sinistra, attorniato dalla scritta "LOUIS II PRINCE DE MONACO 17 JANVIER 1923". Sul retro si trova invece una corona d'alloro attraversata da una fascia, attorniata dall'iscrizione "PRINCIPAUTE DE MONACO   HONNEUR * TRAVAIL".
- Il nastro è bianco con lo tre filetti rossi per parte (bronzo).